# Saltipedis navassensis
Saltipedis navassensis är en kräftdjursart som beskrevs av Kerry A. Hansknecht och Heard 200. Saltipedis navassensis ingår i släktet Saltipedis och familjen Parapseudidae. Inga underarter finns listade i Catalogue of Life.